# خبرگزاری نروژ
خبرگزاری نروژ (انگلیسی: Norwegian News Agency) (مخفف انگلیسی: NTB)، خبرگزاری کشور نروژ است.
این خبرگزاری، در سال ۱۸۶۷ تاسیس شده است و از این روی پس از خبرگزاری های فرانسه،  آسوشیتدپرس و رویترز که قدیمی ترین خبرگزاری های جهان هستند،  یکی از قدیمی ترین خبرگزاری های اروپایی محسوب می شود. 
خبرگزاری نروژ یکی از ۳۳ عضو اتحادیه خبرگزاری های کشورهای اروپایی (EANA) است.